# 成蓮寺 (七尾市)

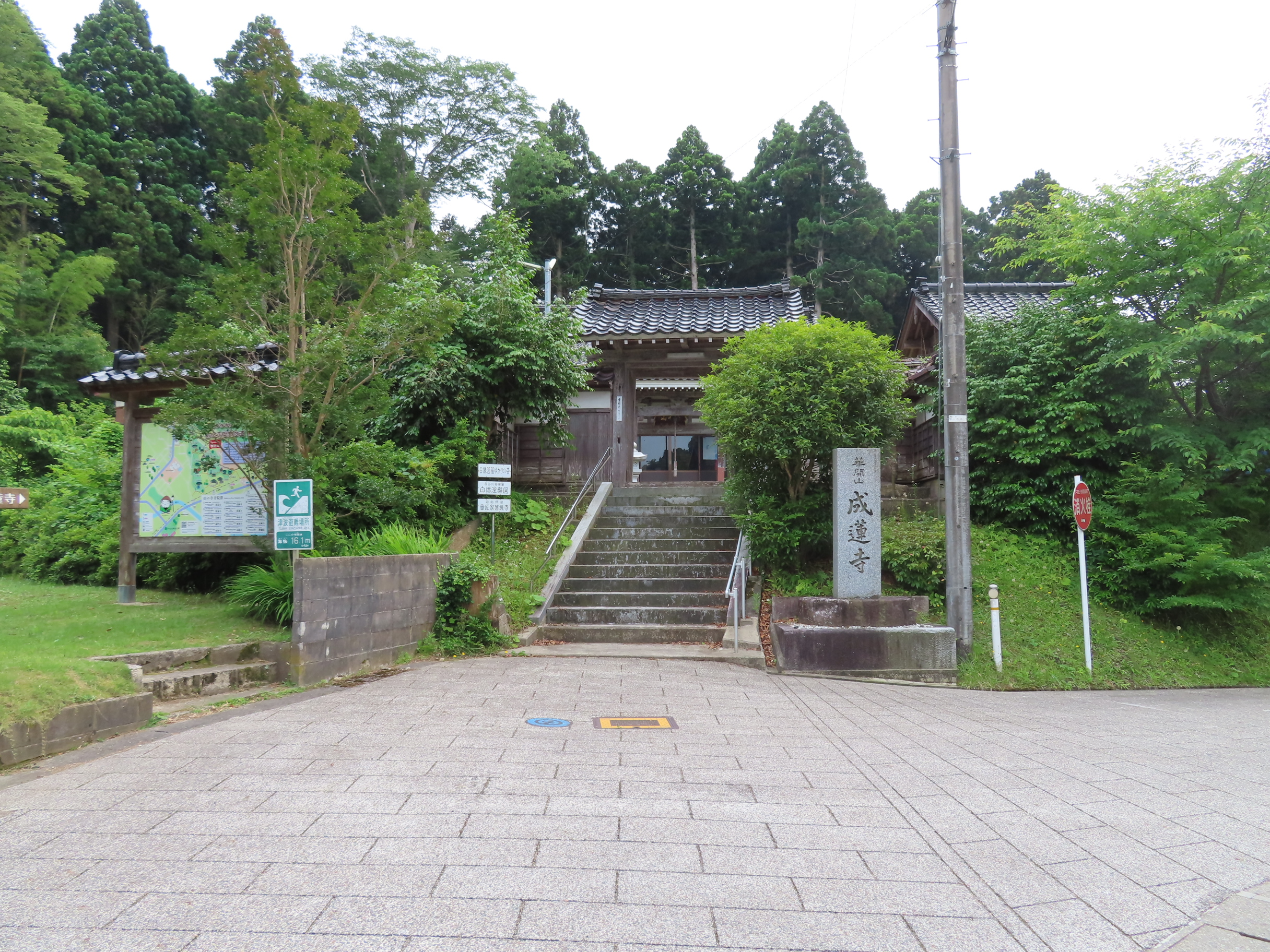
外観（2022年6月）

成蓮寺（じょうれんじ）は、石川県七尾市小島町の山の寺寺院群にある日蓮宗の寺院。山号は華開山。旧本山は滝谷妙成寺、通師法縁。長谷川等誉筆の釈迦涅槃図（石川県七尾美術館保管）等を所蔵する。

## 歴史
永仁元年（1293年）佐渡島から能登国七尾港に向かう日像菩薩が石動山天平寺の御用船に便乗し船主の番匠弥右衛門の家に宿泊した。日像は弥右衛門に題目本尊を授与し番匠家の菩提寺（真言宗）を改宗、成蓮寺とした。前田利家が七尾市に下向した時に現在地へ移転した。

## 参考資料
- 『七尾市の文化財』七尾市教育委員会（2001年）
- 日蓮宗寺院大鑑編集委員会『宗祖第七百遠忌記念出版 日蓮宗寺院大鑑』大本山池上本門寺 (1981年) 659頁参照

座標: 北緯37度2分57.8秒 東経136度57分7秒 / 北緯37.049389度 東経136.95194度